# Kraftwerk Benmore

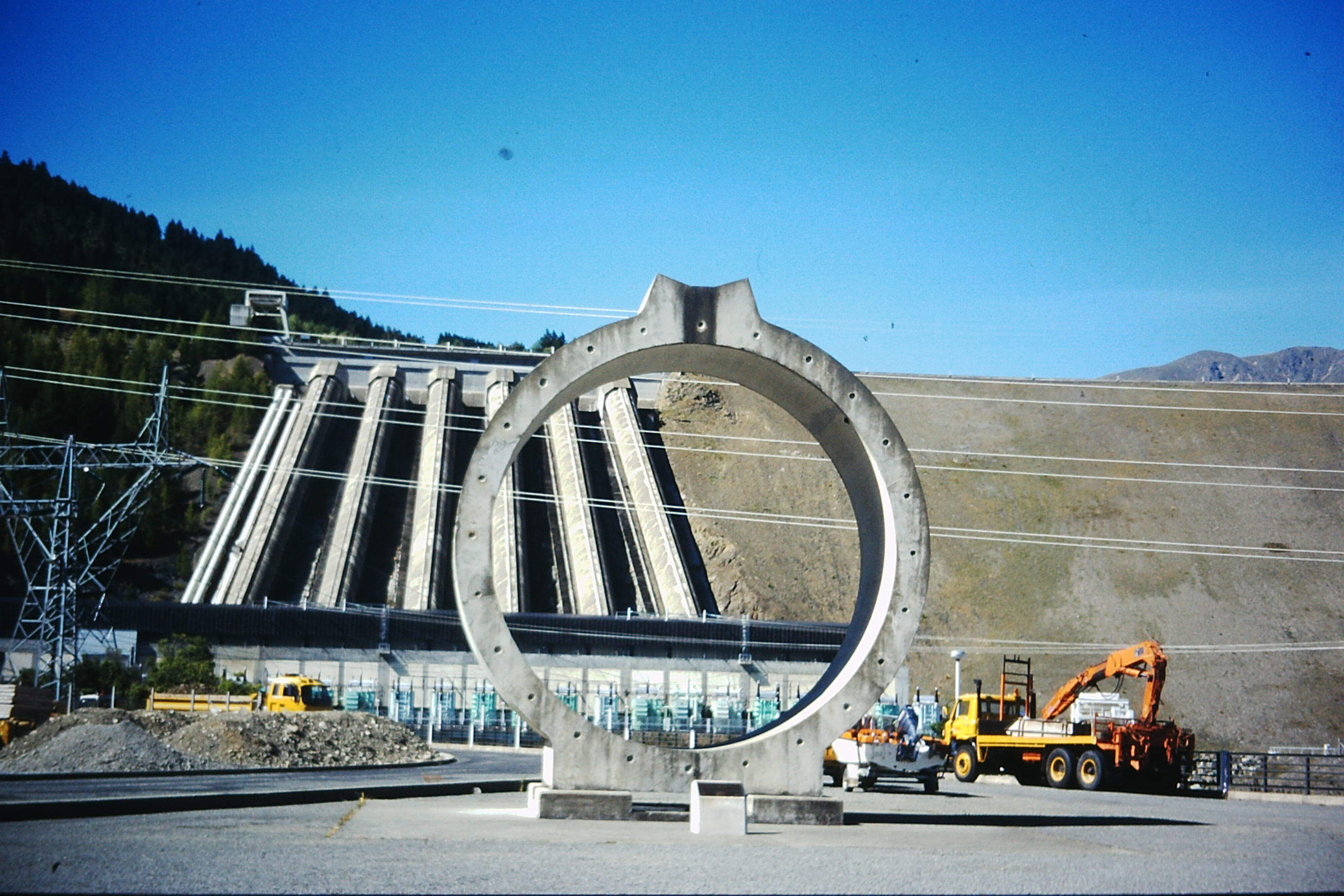
Benmore Staudamm mit den sechs Druckleitungen zu den Generatoren. Im Vordergrund der Originalquerschnitt einer Leitung.

Das Kraftwerk Benmore (Benmore Hydro Station) ist ein Laufwasserkraftwerk auf der Südinsel von Neuseeland. Es ist eines von acht Kraftwerken des Waitaki Hydro Scheme, eines groß angelegten Wasserkraftprojekts in der Region Canterbury.

## Geographie
Das Kraftwerk befindet sich 85 km westsüdwestlich von Timaru und 85 km nordwestlich von Oamaru zwischen den Stauseen Lake Aviemore im Südosten und Lake Pukaki im Norden.

## Geschichte
Das Staudammprojekt zur Aufstauung des Sees begann im Jahr 1958. Zu diesem Zeitpunkt wurde auch die Siedlung Otematata, was in der Sprache der Māori „Ort eines guten Flintsteins“ bedeutet, errichtet. Sie befindet sich heute noch 5 km südlich des Kraftwerks, an dem schmalen Teil auf der Südwestseite des Lake Aviemore. Der Ort wurde für die Arbeiter der Baustellen der Staudämme des Lake Aviemore und Lake Benmore errichtet und gab zur Spitzenzeit im Jahr 1963 über 4000 Einwohnern ein Zuhause. Später wurden viele Häuser als Urlaubsunterkünfte verkauft. Im Jahr 1962 waren 160 schwere Baumaschinen und 1240 Arbeiter mit dem Bau des Damms beschäftigt.
Nach Fertigstellung des Staudamms und des Kraftwerks begann man mit dem Aufstauen des Sees, das im Dezember 1964 abgeschlossen war. Die ersten Generatoren des Kraftwerks konnten anschließend im Januar 1965 in Betrieb genommen und das Kraftwerk drei Monate später, am 15. Mai 1965 durch den damaligen Premierminister Neuseelands, Keith Holyoake offiziell eingeweiht werden. Im Jahr 2008 wurde die Kraftwerksanlage für 67 Mio. $NZ überholt.
Stand 2020 wird das Kraftwerk Benmore von der mehrheitlich im Staatsbesitz befindlichen Firma Meridian Energy Limited betrieben.

## Absperrbauwerk

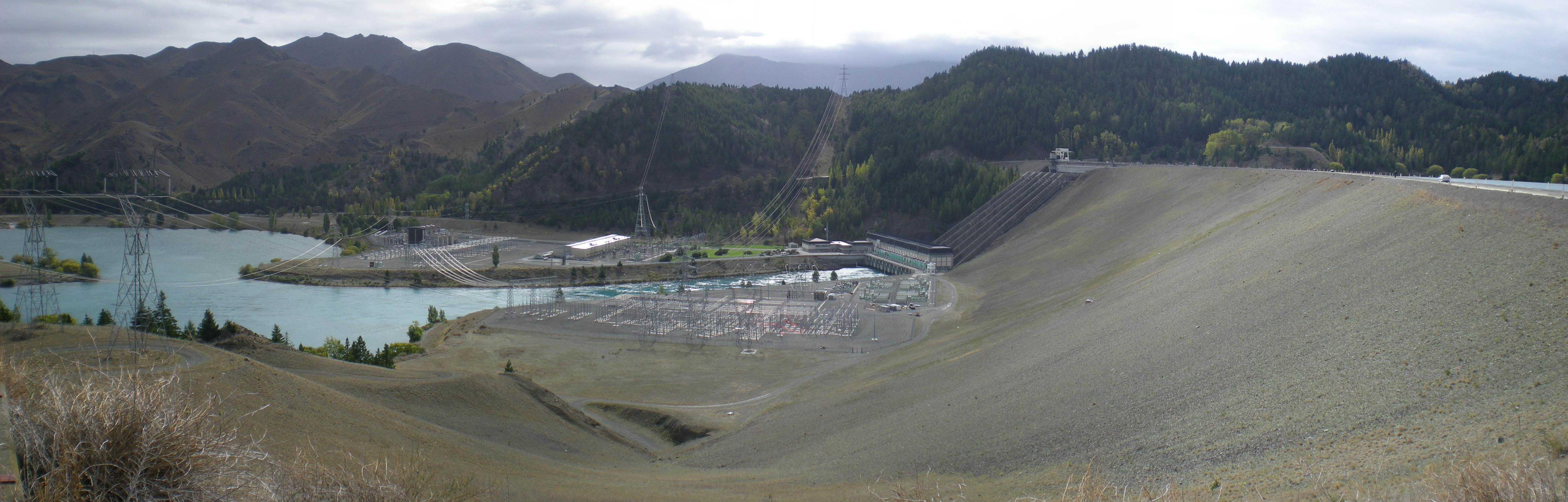
Der Staudamm und das Kraftwerk von der Hochwasserentlastung aus gesehen

Das 110 m hohe Absperrbauwerk besteht aus einer aus Erdmaterial errichteten Gewichtsstaumauer mit einer Kronenlänge von 823 m und einer aus Beton erstellen Gewichtsstaumauer mit den Druckrohrleitungen zum Kraftwerk, mit einer Kronenlänge von 122 m. Die Breite des Staudamms beträgt an seiner Basis 490 m und an der Krone 10,6 m. Auf der rechten Seite des Staudamms befindet sich das Maschinenhaus, auf der linken Seite die Hochwasserentlastung. Über die Hochwasserentlastung können maximal 5.100 m³/s abgeführt werden.
Der aus Erdmaterial aufgeschüttete Damm ist der größte seiner Art in Neuseeland. Sein Kern besteht aus einem wasserundurchlässigen, tonartigen Material, während die Flanken seeseitig und abflussseitig mit Kies und Steinen aufgeschüttet wurden. Das Volumen des Damms beträgt 12 Mio. m3 Erdmaterial und fast 400.000 m3 Beton.
Die Fallhöhe beträgt 92 m.

## Kraftwerk
Das Kraftwerk Benmore verfügt mit seinen sechs von Francis-Turbinen angetriebenen Generatoren mit je 90 MW und einer Nennspannung von 16 kV über eine installierte Leistung von insgesamt 540 MW. Die durchschnittliche Jahresstromerzeugung liegt bei 2215 GWh. Die Nenndrehzahl der Turbinen, die von DePretto Escher Wyss geliefert wurden, liegt bei 166,7/min. Die Generatoren stammen von General Electric.
Unterhalb des Staudamms befindet sich die Stromrichterstation des HVDC Inter-Island Link, der die Stromnetze der Süd- und Nordinsel Neuseelands miteinander verbindet.
Das Kraftwerk ist nach dem Kraftwerk Manapouri das zweitgrößte Wasserkraftwerk in Neuseeland.

## Stausee
Mit der Fertigstellung des Absperrbauwerks wurde der Lake Benmore genannten Stausee aufgestaut. Der See, der sich über eine Fläche von 74,5 km2 erstreckt, hat ein angepeiltes Stauziel zwischen 355,25 m und 361,45 m.